# سوفولار
سوفولار (به لاتین: Sofular) یک منطقه مسکونی در جمهوری آذربایجان است که در شهرستان تووز واقع شده است. سوفولار ۴۴۳ نفر جمعیت دارد.